# Ekaterina Rogovaya
Ekaterina Rogovaya, née le 7 octobre 1995 à Moscou, est une coureuse cycliste russe. Spécialiste des épreuves de vitesse sur piste, elle est notamment championne d'Europe de vitesse par équipes en 2019 et 2020. 

## Palmarès

### Championnats du monde
| Épreuve / Édition      | 500 mètres | Vitesse par équipes |
| Glasgow 2013 (juniors) |            | Argent              |
| Pruszków 2019          | 20e        |                     |

### Coupe du monde
- 2019-2020
  - 1re de la vitesse par équipes à Minsk (avec Daria Shmeleva)
  - 1re de la vitesse par équipes à Glasgow (avec Daria Shmeleva)
  - 2e de la vitesse par équipes à Brisbane
  - 3e de la vitesse par équipes à Cambridge

### Championnats d'Europe
| Épreuve / Édition     | Vitesse par équipes                     |
| Anadia 2013 (juniors) | Or (avec Tatiana Kiseleva)              |
| Apeldoorn 2019        | Or (avec Voinova et Shmeleva)           |
| Plovdiv 2020          | Or (avec Voinova, Shmeleva et Antonova) |

### Jeux européens
| Édition / Épreuve | Vitesse par équipes           |
| Minsk 2019        | Or (avec Voinova et Shmeleva) |

### Championnats nationaux
- 2017
  -  Championne de Russie de vitesse par équipes (avec Daria Shmeleva)
- 2020
  -  Championne de Russie de vitesse par équipes (avec Anastasiia Voinova et Daria Shmeleva)
- 2021
  -  Championne de Russie de vitesse par équipes
- 2022
  -  Championne de Russie de vitesse par équipes